# Ernest K. Gann
Ernest Kellogg Gann (ur. 13 października 1910 -  zm. 19 grudnia 1991 r. – amerykański lotnik i pisarz, autor kultowej w kręgach lotniczych książki Los jest myśliwym. Zawodowy pilot American Airlines. Pionier światowego lotnictwa transportowego. Scenarzysta filmowy. Pionier transoceanicznego lotnictwa transportowego i pasażerskiego. Pionier transportowego lotnictwa polarnego. Autor 21 powieści, głównie o tematyce lotniczej oraz marynistycznej.